# Urovica
Urovica (en serbe cyrillique : Уровица) est un village de Serbie situé dans la municipalité de Negotin, district de Bor. Au recensement de 2011, il comptait 846 habitants.
Urovica est officiellement classée parmi les villages de Serbie.

## Démographie

### Évolution historique de la population
| 1948  | 1953  | 1961  | 1971  | 1981  | 1991  | 2002  | 2011 |
| ----- | ----- | ----- | ----- | ----- | ----- | ----- | ---- |
| 3 554 | 3 429 | 3 604 | 3 471 | 3 146 | 2 826 | 1 191 | 846  |

|  |